# البطولات الوطنية الأمريكية 1958 (كرة مضرب)
قائمة بالأبطال في 1958 البطولات الوطنية الأمريكية لكرة المضرب (المعروفة الآن باسم أمريكا المفتوحة):

## الكبار

### فردي رجال
آشلي كوبر هزم  مالكوم آندرسن 6-2 3-6 4-6 10-8 8-6

### فردي سيدات
ألثا غيبسون هزم  دارلين هارد 3-6, 6-1, 6-2